# Nokia N95
Nokia N95 là điện thoại thông minh do Nokia sản xuất. Nó là một sản phẩm trong dòng điện thoại thông tin Nseries của hãng. N95 chạy trên hệ điều hành Symbian v9.2 là platform S60 3rd Edition với Feature Pack 1. Điện thoại sử dụng dạng trượt hai hướng để truy cập đến nút chơi nhạc hoặc bàn phím, nhưng không cùng lúc cả hai.

## Chi tiết kỹ thuật
| Tính năng                   | Mô tả kỹ thuật |
| --------------------------- | --- |
| Dạng máy                    | Trượt hai hướng |
| Hệ điều hành                | Symbian OS v9.2, S60 3rd Edition, Feature Pack 1                                                                                            |
| Tần số GSM                  | 850/900/1800/1900 MHz |
| GPRS                        | Có, Multislot class 32 (lên đến 48kbit/s)                                                                                                   |
| EDGE (EGPRS)                | Có, Multislot class 32 (lên đến 236kbit/s)                                                                                                  |
| UMTS/WCDMA (3G)             | Có (chỉ ở 2100 MHz, lên đến 384kbit/s) với HSDPA (3.5G, Category 6 - lên đến 3.6 Mbit/s)                                                    |
| Màn hình                    | Ma trận TFT, chéo 2.6", 16 triệu màu, 240x320 pixel                                                                                         |
| CPU                         | Texas Instrument OMAP 2420 (dựa trên kiến trúc ARM 6) - 332 MHz, tính năng PowerVR (tăng tốc 2D/3D) và High Speed Peripheral Interconnect.  |
| Bộ nhớ động bên trong (RAM) | 64 MB |
| Bộ nhớ Flash bên trong      | 160 MB |
| Camera                      | Camera Thoại video CIF phía trước và camera chính ở phía sau 5 Megapixel với tự động lấy nét, kính quang Carl Zeiss                         |
| Quay video                  | Có, quay video MPEG-4 VGA (640x480) lên đến 30 fps                                                                                          |
| Đồ họa                      | HW tăng tốc 3D đầy đủ (OpenGL ES 1.1, HW tăng tốc Java 3D)                                                                                  |
| Tin nhắn đa phương tiện     | Có |
| Thoại video                 | Có |
| Push to talk                | Có |
| Hỗ trợ Java                 | Có, MIDP 2.0, CLDC 1.1 |
| Thẻ nhớ                     | Có, microSDHC tối đa 32GB |
| Bluetooth                   | Có, 2.0 + EDR |
| Wi-Fi                       | Có, với LAN không dây (802.11 b/g) và UPnP (Universal Plug and Play)                                                                        |
| Hồng ngoại                  | Có |
| Hỗ trợ cáp nối dữ liệu      | Có, USB 2.0 Full Speed qua cổng mini USB |
| Trình duyệt                 | Trình duyệt Nokia với Mini map |
| Email                       | Có (ActiveSync, POP3, IMAP4 và SMTP, với SSL/TLS)                                                                                           |
| Bộ chơi nhạc                | Có, loa ngoài stereo với âm thanh 3 chiều                                                                                                   |
| Radio                       | Có, Stereo FM Radio và Visual Radio - tai nghe hoặc dây cắm để bắt sóng                                                                     |
| Chơi Video                  | Có |
| Chuông đa âm                | Có, 72 âm sắc |
| Nhạc chuông                 | Có, MP3/AAC/AAC+/eAAC+/WMA/M4A, RealAudio                                                                                                   |
| Loa HF                      | Có, với jack âm thanh 3,5 mm và hỗ trợ tai nghe không dây A2DP                                                                              |
| Chế độ ngoại tuyến          | Có |
| Pin                         | BL-5F (950 mAh) |
| Thời gian thoại             | lên đến 160 phút (WCDMA), lên đến 240 phút (GSM)                                                                                            |
| Thời gian chờ               | lên đến 215 giờ |
| Khối lượng                  | 120 grams |
| Kích thước                  | 99x53x21 milimét |
| Ra mắt                      | quý 2/2007 |
| Phụ kiện                    | Phần mềm văn phòng Quickoffice, quay số giọng nói độc lập loa, GPS tích hợp với AGPS, đồng bộ từ xa, Hỗ trợ OMA DRM 2.0 & WMDRM với âm nhạc |